# معركة ذا نيك
معركة ذا نيك (بالتركية: Kılıçbayır Muharebesi) هي اشتباك محدود وقع في 7 أغسطس 1915، أثناء حملة جاليبولي للحرب العالمية الأولى، «ذا نيك» هو امتدادًا ضيقًا للتلال في شبه جزيرة جاليبولي، والاسم مشتق من الكلمة الأفريكانية لـ «ممر جبلي» ولكن التضاريس نفسها كانت عنق زجاجة مثالي وسهلة الدفاع عنه.
    
   
   
 

 
بدأت الحملة في شبه جزيرة جاليبولي في أبريل 1915، لكن خلال الأشهر التالية تطورت إلى طريق مسدود، وفي محاولة لكسر الجمود، شن البريطانيون وحلفاؤهم هجومًا على ساري باير، وكجزء من هذا الجهد، تم التخطيط لهجوم خادع من قبل القوات الأسترالية في ذا نيك لدعم القوات النيوزيلندية التي تهاجم تشونوك باير.     
في وقت مبكر من يوم 7 أغسطس 1915، قام فصيلان من اللواء الأسترالي الثالث، أحد التشكيلات تحت قيادة اللواء ألكساندر جودلي، بشن هجوم على الخنادق العثمانية، ولكن بسبب سوء التنسيق واتخاذ القرارات غير المناسبة، عانى الأستراليون من خسائر فادحة دون أي مكاسب علي الأرض فما مجموعه حوالي 600 أسترالي شاركوا في الهجوم، وهاجموا على أربع موجات فقد قتلوا أو جرح نحو 372 علي الحانب الآخر كانت الخسائر العثمانية ضئيلة.       

## الروابط خارجية
- Celik, Kenan. "A Turkish View of the August Offensive". Australian War Memorial. مؤرشف من الأصل في 2019-12-07. اطلع عليه بتاريخ 2019-11-16.
- "The Nek and Hill 60". Australian Light Horse Studies Centre. مؤرشف من الأصل في 2018-07-28. اطلع عليه بتاريخ 2010-06-12.
- "The Nek – 7 August 1915". Australian Light Horse Studies Centre. مؤرشف من الأصل في 2019-06-03. اطلع عليه بتاريخ 2008-08-24.
- "World War I Timeline – Gallipoli". University of San Diego History Department. مؤرشف من الأصل في 2008-08-21. اطلع عليه بتاريخ 2007-11-04.